# 프렌치맨 플랫

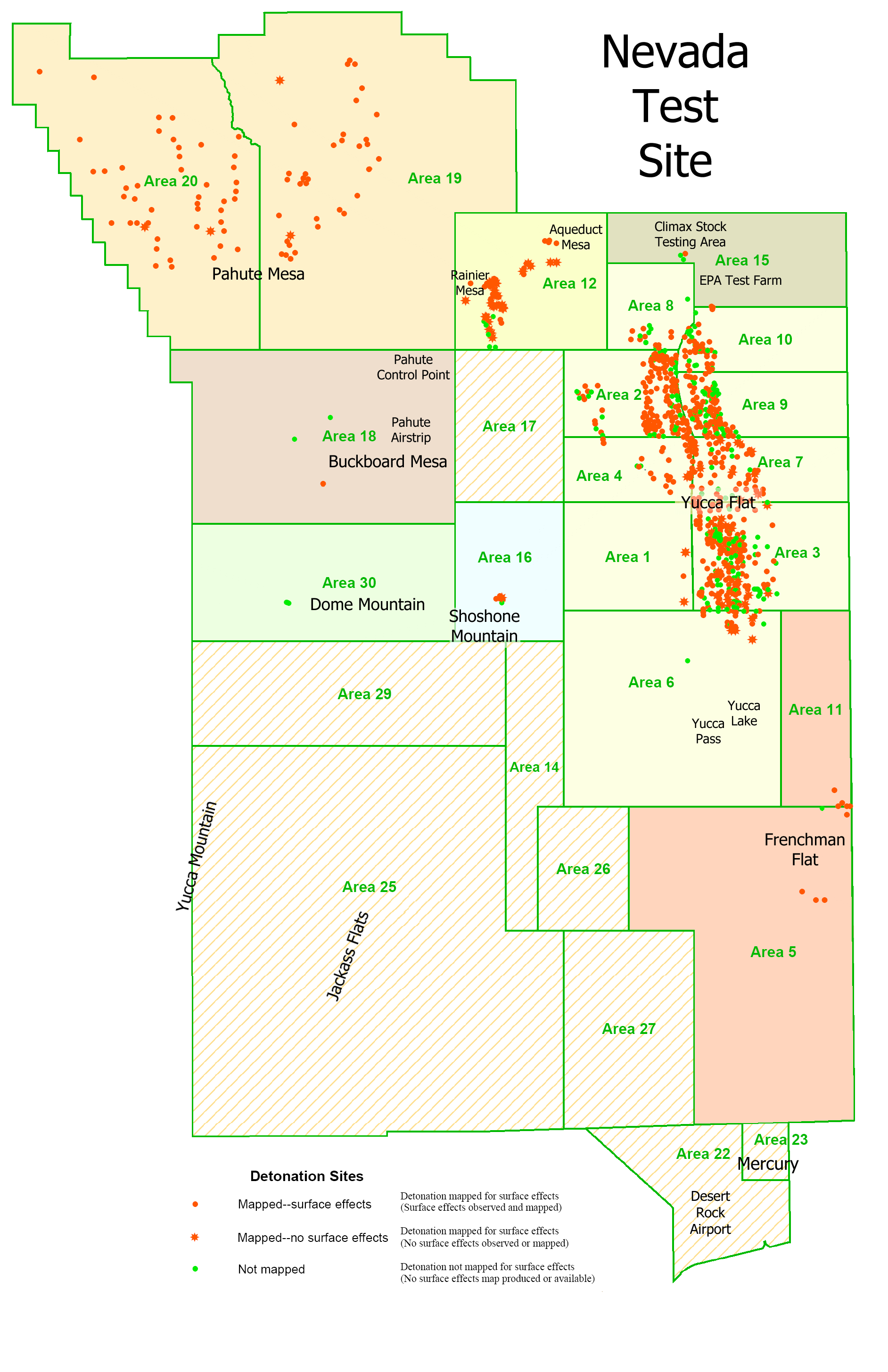
프렌치맨 플랫은 5구역과 11구역(분홍색)에 걸쳐 있다.

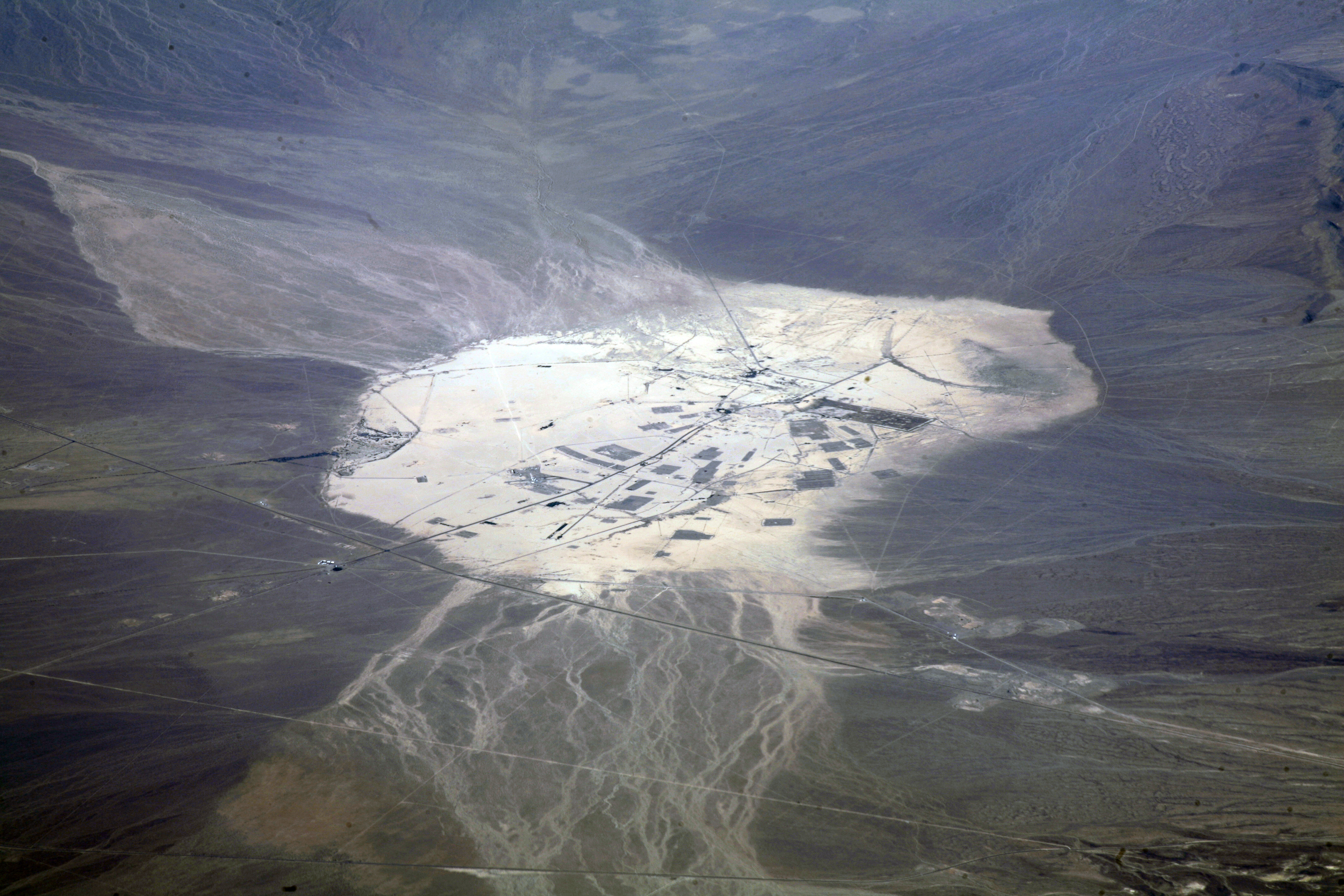
프렌치맨 플랫의 건호

프렌치맨 플랫(영어: Frenchman Flat)은 네바다 핵 실험장의 유카 플랫 남쪽과 머큐리 북쪽에 위치한 수문학적 분지이다. 이곳은 미국의 핵 실험장으로 사용되었으며, 6.25 전쟁이 시작된 후 네바다 실험장으로 선택되기 전 1950년대에 비행장으로 사용되었던 5.8 mi2 (15 km2) 면적의 건조한 호수 바닥(프렌치맨 호수)이 있다. 넬리스 공군기지의 12 mi × 30 mi (19 km × 48 km) 면적의 땅이 미국 원자력위원회로 이전되었으며, 그 위에 미국의 핵 폭발 실험을 지원하기 위해 사이트 머큐리가 건설되었다. 1951년 레인저 작전의 "에이블" 실험(플랫의 UTM 좌표 923758 지상폭심지)은 1945년 트리니티 실험 이후 미국 본토에서 처음으로 핵이 폭발한 것이었고, 프렌치맨 플랫은 또한 1953년 업샷-노트홀 작전의 그레이블 실험에서 M65 원자포를 사용한 미국 유일의 포격형 핵 발사체 폭발이 있었다.

## 5구역
5구역은 NTS 남동부의 95 제곱마일 (250 km2)를 차지하며, 머큐리 마을 북쪽에 위치하며 5구역 방사성 폐기물 관리 구역, 유해 폐기물 저장 장치, 유출 시험 시설을 포함한다. 1951년부터 1962년까지 10년간 프렌치맨 플랫에서 14번의 지상 핵 실험이 실시되었으며, 이 대기권 실험 중 일부는 무기 효과 실험이었다. 1951년 1월에 발생한 비교적 적은 8킬로톤 폭발은 라스베이거스의 상점 창문을 깨뜨렸다.
핵 폭발로 인한 건물 손상 정도를 결정하기 위한 실험은 현장에 역사적 관심이 있는 잔해를 남겼다. 1965년부터 1968년까지 5개의 지하 핵무기가 프렌치맨 플랫에서 폭발되었다. 탄산염 대수층 때문에 5구역은 지하 실험에 적합하지 않아 폭발 횟수가 적었다.

### 폐기물 관리

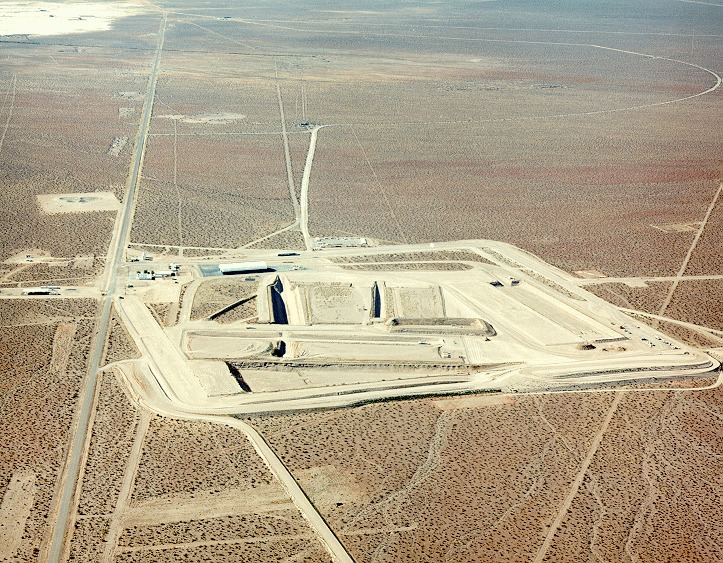
5구역 방사성 폐기물 관리 구역의 항공 사진

5구역 방사성 폐기물 관리 구역은 저준위 폐기물 처리에 사용되는 732 에이커 (296 ha)의 사막 지대이다. 초우라늄 혼합 폐기물을 포함한 혼합 폐기물이 저장된다.

### 비확산 시험 및 평가 단지

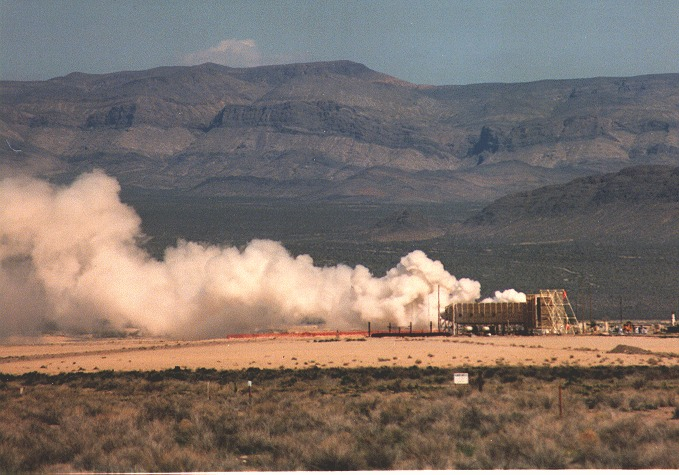
운영 중인 HAZMAT 유출 센터 풍동.

이전에는 유해 물질(HAZMAT) 유출 센터라고 불렸던 비확산 시험 및 평가 단지 (NPTEC)는 5구역의 프렌치맨 플랫에 위치한 자연 지질 분지이다. 이곳은 유해 물질 및 생물학적 모의 물질의 야외 시험을 위한 세계 최대 시설이다. 데이터 수집 및 기록 장비, 명령 및 제어 컴퓨터, 지원 인력을 갖춘 제어 건물을 포함한다. 시험 구역에는 탱크 농장, 풍동, 높은 굴뚝 및 유출 팬, 시험용 화학 물질 저장 탱크가 있다. 이 시설은 대규모 및 소규모 유해 물질 시험 및 훈련을 모두 수용한다. 기술의 현장 검증 및 유효성 확인을 위한 안전한 시험대, 보정된 방출 시스템, 기상 데이터, 지상 진실 계측 및 물류를 제공한다.

## 11구역
11구역은 NTS 동쪽 경계의 26 제곱마일 (67 km2)를 차지한다. 1954년과 1956년에 11구역 북부에서 4번의 대기권 플루토늄 분산 안전 시험이 실시되었다. 이 시험에서 나온 유해 잔류물은 안전 훈련, 방사능 모니터링, 샘플링 교육 및 최초 대응자 훈련을 위한 현실적인 환경을 계속 제공한다. 1966년부터 1971년까지 11구역에서 5개의 지하 핵무기가 폭발되었다.

## 같이 보기
- 파후테 메사
- 재커스 플랫츠
- 나이군